# Première circonscription de Fiq
La première circonscription de Fiq  est une des 23 circonscriptions législatives de l'État fédéré Somali, elle se situe dans la Zone Fiq. Son représentant actuel est Ali Umer Alale.